# Distretto municipale di Atebubu-Amantin
Il distretto municipale di Atebubu-Amantin (ufficialmente Atebubu-Amantin Municipal District, in inglese) è un distretto della regione di Bono Est del Ghana.